# Alfred Westland

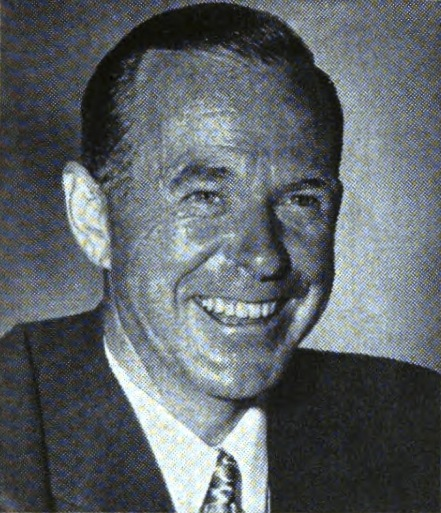
Jack Westland (1955)

Alfred John „Jack“ Westland (* 14. Dezember 1904 in Everett, Washington; † 3. November 1982 in Pebble Beach, Kalifornien) war ein US-amerikanischer Politiker. Zwischen 1953 und 1965 vertrat er den Bundesstaat Washington im US-Repräsentantenhaus.

## Werdegang
Jack Westland besuchte die öffentlichen Schulen seiner Heimat und studierte danach bis 1926 an der University of Washington in Seattle Jura. Er hat aber später nicht als Jurist gearbeitet. Danach handelte er in New York City und in Chicago mit Baumwollwaren. Von 1930 bis 1936 war er Börsenmakler in Chicago; von 1936 bis 1941 ging er derselben Tätigkeit in Seattle nach. Während des Zweiten Weltkrieges diente Westland als Offizier der US Navy im pazifischen Raum. Nach dem Ende seiner Militärzeit im Februar 1946 kehrte er in seinen Geburtsort Everett zurück, wo er bis 1954 eine Versicherungsagentur betrieb.
Politisch war Westland Mitglied der Republikanischen Partei. 1952 wurde er im zweiten Wahlbezirk seines Staates in das US-Repräsentantenhaus in Washington, D.C. gewählt, wo er am 3. Januar 1953 die Nachfolge des in den Senat gewechselten Demokraten Henry M. Jackson antrat. Nach fünf Wiederwahlen konnte er bis zum 3. Januar 1965 sechs Legislaturperioden im Kongress absolvieren. In diese Zeit fielen die Bürgerrechtsbewegung, die Kubakrise und der Beginn des Vietnamkrieges. Außerdem wurden damals der 23. und der 24. Verfassungszusatz verabschiedet.
Bei den Wahlen des Jahres 1964 verlor Westland gegen Lloyd Meeds. Nach seinem Ausscheiden aus dem US-Repräsentantenhaus zog er nach Pebble Beach in Kalifornien. Er arbeitete in Monterey als Autohändler und starb am 3. November 1982 in Pebble Beach. Jack Westland wurde auf dem Nationalfriedhof Arlington in Virginia beigesetzt.